# البطولة الوطنية المجرية 1966
البطولة الوطنية المجرية 1966 (بالمجرية: 1966-os magyar labdarúgó-bajnokság)‏ هو الموسم 65 من  البطولة الوطنية المجرية. أشرف على تنظيمه اتحاد المجر لكرة القدم، وكان عدد الأندية المشاركة فيه  14، وفاز فيه نادي فاساس.